# Alebrije

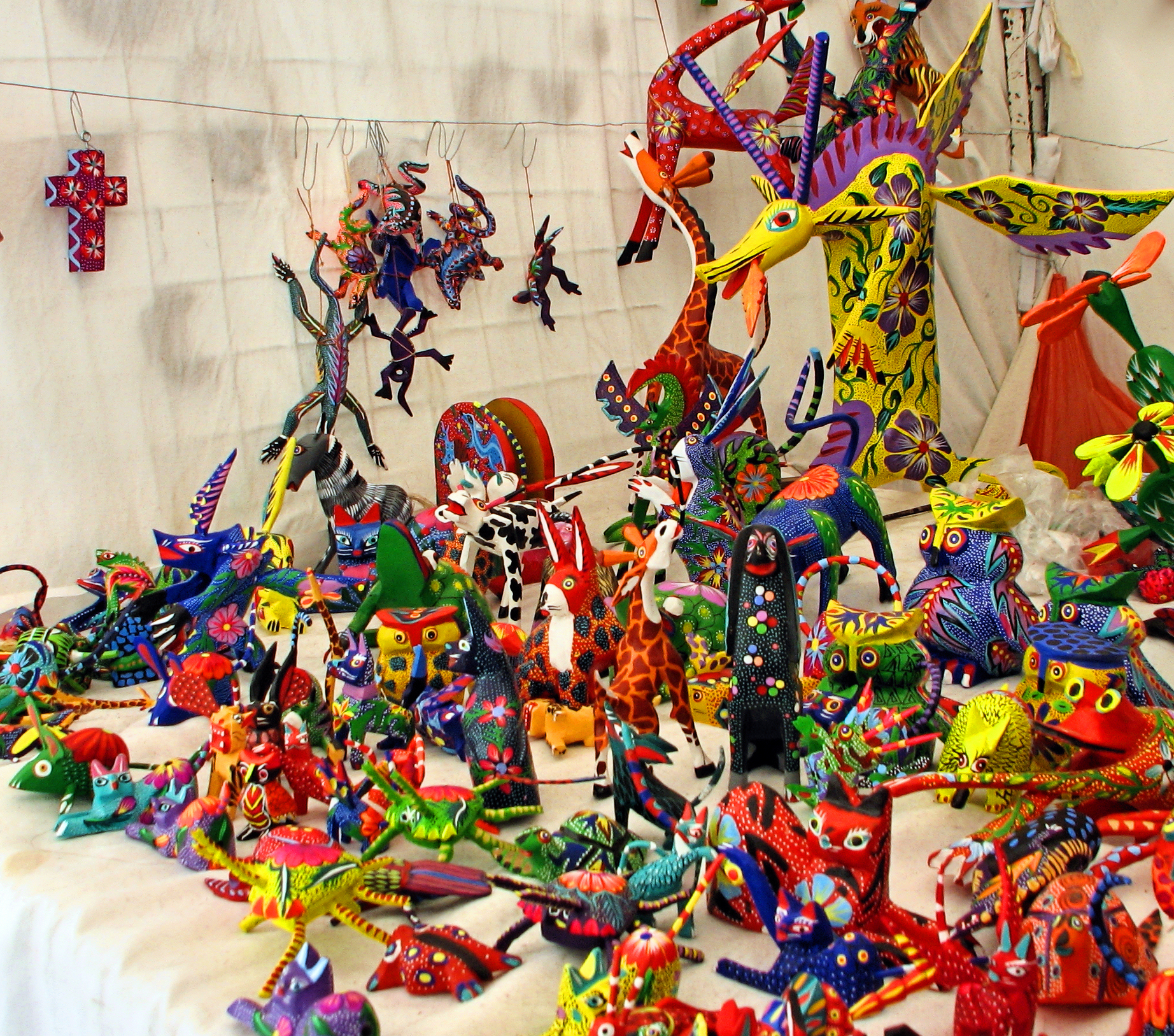
Alebrijes op de Pochote Markt in de stad Oaxaca

Alebrijes zijn fel gekleurde beelden van fantastische wezens uit de Oaxaca-Mexicaanse volkskunst. De eerste alebrijes zijn, net als de term, bedacht door Pedro Linares López (1906-1992), een poppenmaker uit Mexico-Stad, gespecialiseerd in piñatas, carnavalsmaskers en “Judaspoppen” van papier-maché, die hij verkocht op markten zoals die in La Merced.

## Oorspronkelijke alebrijes

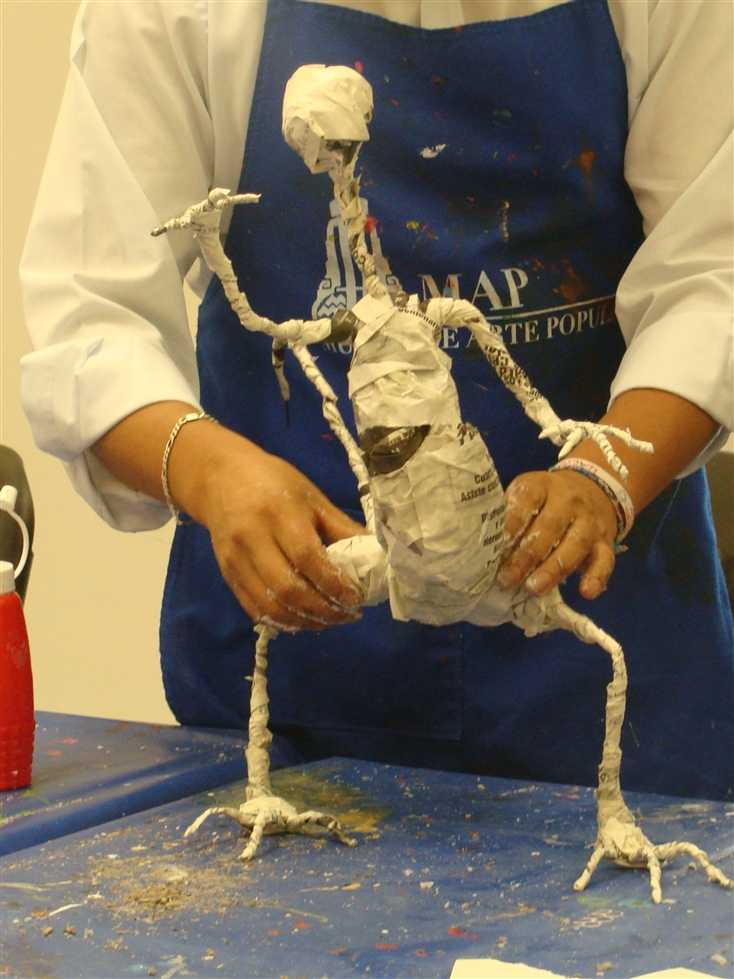
In een werkplaats bij het Museum van Volkskunst in Mexico-Stad wordt gewerkt aan een alebrije van papier-maché.

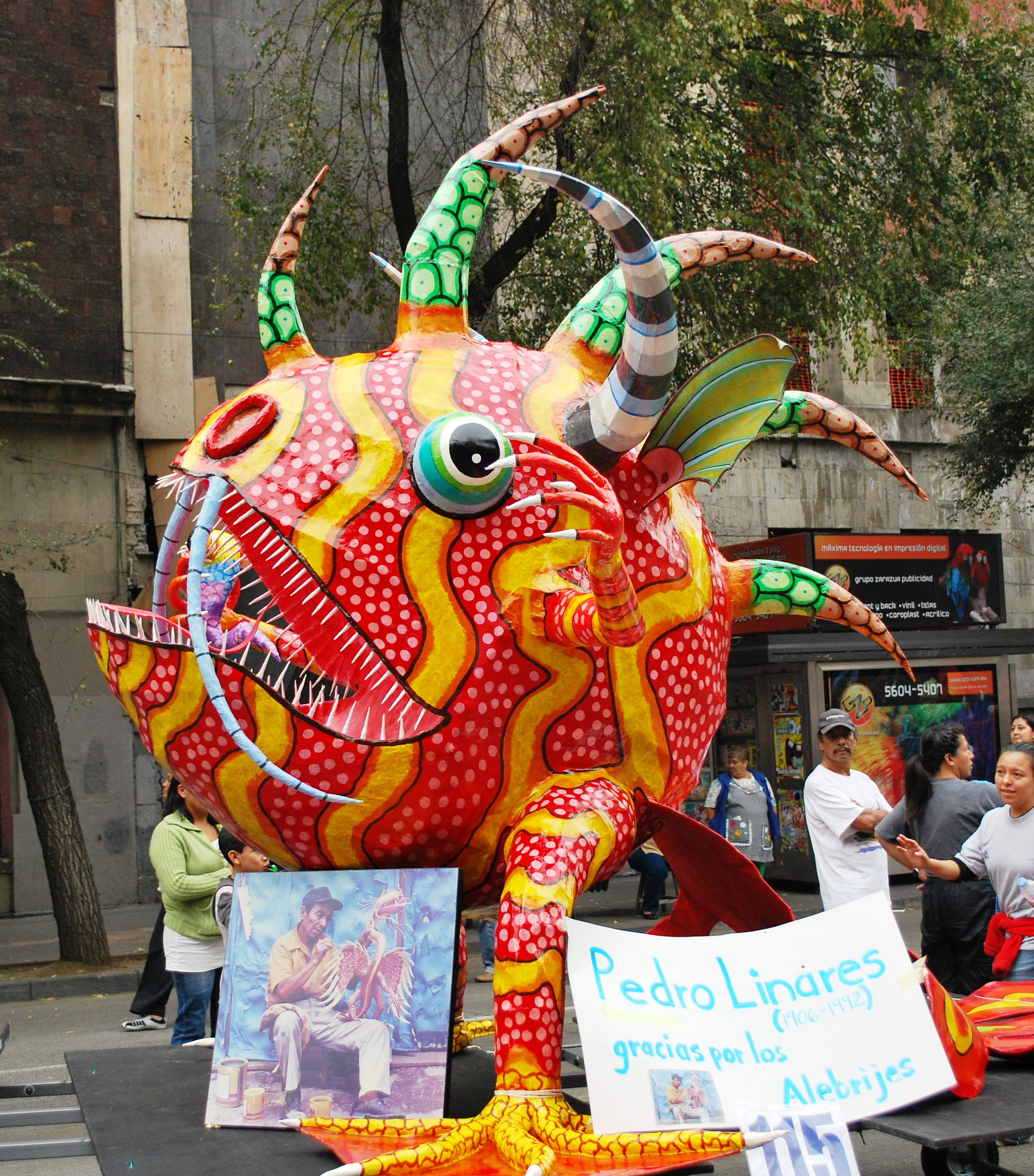
Alebrije, met als titel 'Michin Rojo', als eerbetoon aan Pedro Linares

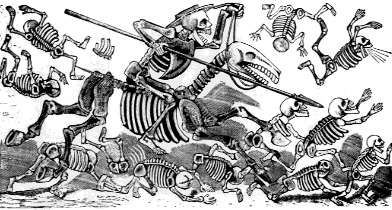
'Don Quixote', door Guadalupe Posada

In 1936, toen Linares 30 jaar was, werd hij ziek en kreeg hoge koorts gepaard gaand met hallucinaties. Hij droomde van een vreemde plek, die op een bos leek. Hij zag er bomen, rotsen en wolken, die dikwijls en onverwachts in iets vreemds veranderden, in dieren, maar wel onbekende dieren, wilde, onnatuurlijk gekleurde wezens, vaak met vleugels, hoorns, staarten, vervaarlijke tanden en uitpuilende ogen. Hij zag een ezel met de vleugels van een vlinder, een haan met de hoorns van een stier, een leeuw met de kop van een adelaar en alle dieren riepen hetzelfde woord: "alebrijes". Nadat Linares hersteld was, beeldde hij de wezens uit in karton en papier-maché en noemde hij ze alebrijes.

Zijn werk trok de aandacht van een galeriehouder in Cuernavaca, in het zuiden van Mexico en werd vervolgens opgemerkt door de kunstenaars Diego Rivera en Frida Kahlo, die Linares opdracht gaven meer alebrijes te maken. De productie groeide aanzienlijk toen de Britse cineaste Judith Bronowski in 1975 een documentaire over Linares maakte. In de jaren tachtig organiseerde zij een reizende tentoonstelling annex workshop over Mexicaans handwerk in de Verenigde Staten, met daarin werk van Pedro Linares, Manuel Jiménez en Maria Sabina uit Oaxaca. Alhoewel in de vallei van Oaxaca al een traditie bestond dieren en andere figuren uit hout te snijden, was de workshop van Bronowski de eerste keer dat handwerkslieden uit Oaxaca kennismaakten met de alebrijes uit papier-maché. Bij familiebezoeken liet Linares zijn creaties zien, die inmiddels gesneden werden uit hout van een plaatselijke boom, de copal, een type hout waar men magische eigenschappen aan toekent. In 1990, twee jaar voor zijn dood, ontving Pedro Linares de Mexicaanse prijs voor Kunsten en Wetenschappen, in de categorie volkskunst en tradities. Dit inspireerde andere makers van alebrijes, en Linares’ werk kreeg meer prijzen in Mexico en daarbuiten. Rivera stelde dat niemand anders de vreemde wezens had kunnen maken. Werk dat Linares in opdracht van Rivera maakte wordt nu getoond in het Anahuacalli Museum in Mexico-Stad.
De nazaten van Pedro Linares, waarvan velen in Mexico-Stad wonen vlak bij de Sonoramarkt, zetten de traditie voort om alebrijes en andere wezens uit karton en papier-mâché te maken. Onder hun klanten waren the Rolling Stones en David Copperfield. The Stones kochten niet alleen alebrijes maar gaven de familie ook vrijkaartjes voor hun concert. Verschillende takken van de familie wonen bij elkaar in een straat. Elke familie werkt in een eigen werkplaats, maar bij grote opdrachten werkt men samen. De vraag varieert. Soms is er geen werk; soms werkt men 18 uur per dag.
De oorspronkelijke ontwerpen van Pedro Linares vallen nu in het publieke domein. Echter, volgens hoofdstuk 3 van de federale Mexicaanse wet op het copyright uit 1996 is het niet toegestaan handwerk uit Mexico te verkopen zonder recht te doen aan de gemeenschap en de regio waar het handwerk vandaan komt. Het is ook niet toegestaan het product zo te veranderen dat dit schade toebrengt aan het imago van de cultuur. Deze wet strekt zich zowel uit tot de vercommercialisering van de beelden, als hun vertoning in het openbaar. In de praktijk wordt zelden een beroep gedaan op deze wet omdat de meeste handwerkslieden niet aangeven uit welke regio hun werk komt. De familie stipuleert dat op beelden die niet door hen vervaardigd zijn en die niet uit Mexico-Stad komen, dit aangegeven moet worden. De familie Linares exporteert haar werk naar de belangrijkste galeries, en geeft daarmee wereldwijd bekendheid aan Mexicaanse kunst. Een voorbeeld van zo'n expositie was "Beesten en Beenderen: het kartonmetier van de familie Linares". De tentoonstelling toonde zo'n zeventig werken en moest vanwege grote belangstelling met weken verlengd worden.
Er zijn nu diverse stijlen van alebrijes, en het handwerk behoort nu het repertoire van de Mexicaanse volkskunst. Elke alebrije is uniek. Buiten de familie Linares is een van de bekendste kunstenaars Susana Buyo. Zij leerde het werken met karton en papier-maché in een van de werkplaatsen van de familie Linares. De kinderen van Condesa, een van de betere wijken in Mexico-Stad, kennen haar als de "vrouw met de monsters". Ze komt oorspronkelijk uit Argentinië, maar is genaturaliseerd tot Mexicaanse. Haar werk verschilt van dat van Linares in hoe zij vaak menselijke gedaantes uitbeeldt die vaak eerder teder dan afschrikwekkend zijn. Ook maakt ze gebruik van andere dan de traditionele materialen, zoals veren, namaakstenen  en moderne harsen.
Pedro Linares verwees naar zijn dromen als oorsprong voor de alebrijes, maar ze ontstonden niet in een vacuüm. Er zijn overeenkomsten tussen deze nieuwe wezens en diverse bovennatuurlijke wezens uit Mexico's inheemse kunst en de Europese geschiedenis. Nog voor de Spaanse overheersing had men al een voorkeur voor beelden met felle kleuren, die vaak fantasierijk en macaber waren. Er zijn ook invloeden afkomstig uit Chinatown in Mexico-Stad (vooral draken) en afbeeldingen uit de gotiek, vooral van waterspuwers. Beelden van rood karton ('judas' geheten), die Linares maakte, worden nog steeds gemaakt, en verbrand, in Mexico tijdens zuiveringsrituelen. Meer recente invloeden kwamen van Mexicaanse kunstenaars Julio Ruelas en José Guadalupe Posada, die beide fantasierijke en soms afschrikwekkende beelden schiepen. Inmiddels hebben de alebrijes, en vooral de monsterlijke versies, de reputatie om slechte geesten te verjagen, en een huis te kunnen beschermen. Sommige vervaardigers, zoals meester-handwerksman Christian David Mendez, beweren dat een zekere mystiek komt kijken bij het maken van de beelden, waarbij delen van sommige dieren menselijke eigenschappen symboliseren.
Sinds 2007 wordt jaarlijks de parade van de monumentale alebrijes (desfile de alebrijes monumentales del MAP) georganiseerd met financiële steun van het Museo de Arte Popular (MAP) in Mexico-Stad. In de parade van 2009 waren meer dan 130 heel grote alebrijes, vervaardigd uit hout, karton, papier-maché en metaaldraad en andere materialen, en de optocht wordt elk jaar groter, onderdeel van de stoet zijn bands die populaire Mexicaanse muziek spelen. Na de parade worden de beelden voor twee weken opgesteld op de Paseo de la Reforma voor jurering en het publiek.

### Houtbewerking

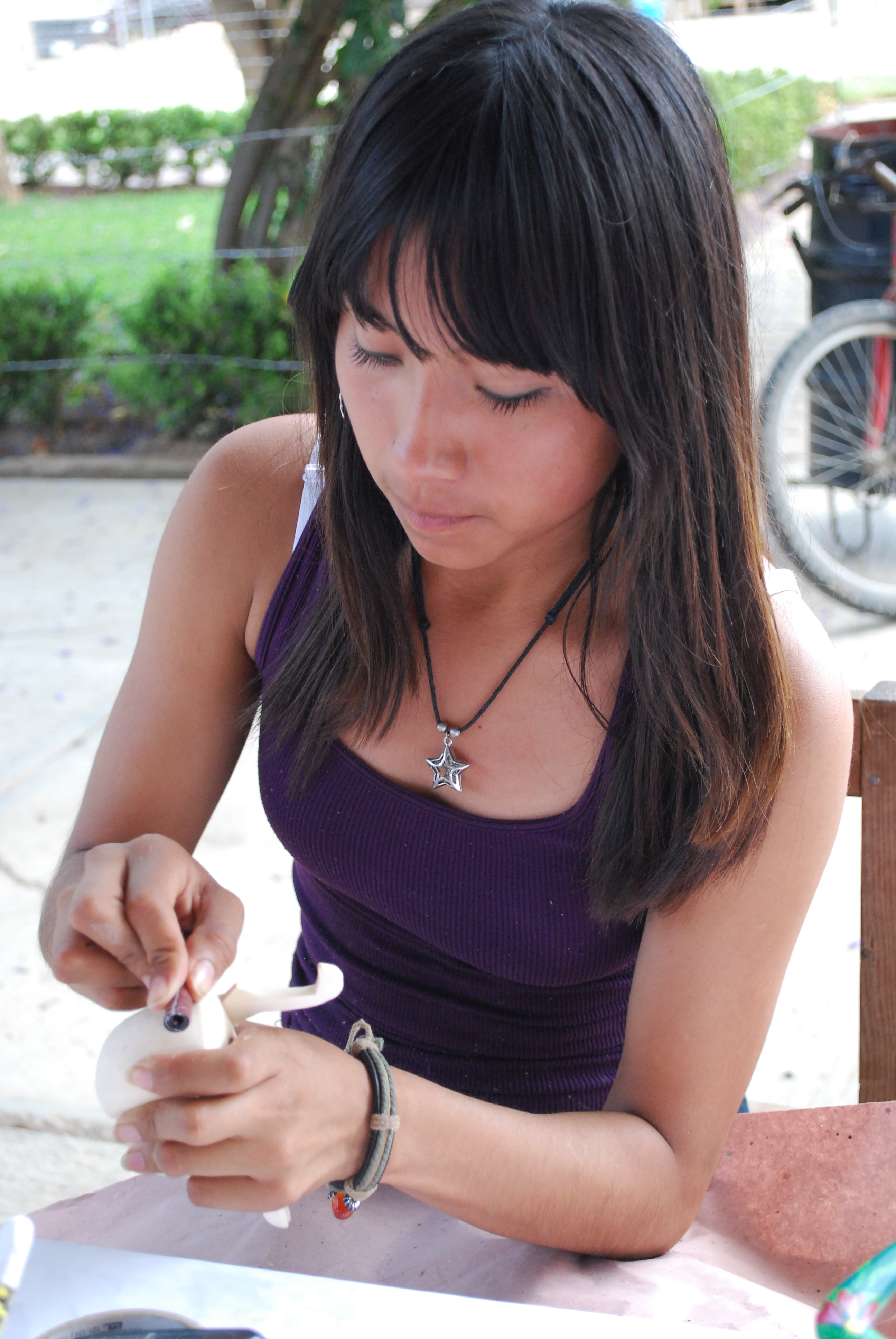
Vrouw schuurt een nieuwe alebrije, in San Martin Tilcajete

Het snijden van een figuur, dat wordt gedaan als het hout nog nat is, kan enkele uren tot een maand in beslag nemen, afhankelijk van de grootte en de detaillering. Vaak zal het stuk hout dat gebruikt wordt het eindresultaat mede bepalen, enerzijds vanwege de vorm van dat stuk hout, anderzijds omdat mannelijke en vrouwelijke bomen verschillen in vorm en hardheid. Voor het snijden van het hout wordt handgereedschap gebruikt, zoals machetes (kapmessen), beitels en messen. Het enige wat machinaal gebeurt is het afzagen van een blok van een stam of tak met een kettingzaag. De basisvorm wordt vaak uit het blok gehakt met een machete, daarna wordt de definitieve vorm gesneden met diverse messen. Details zoals oren, staarten en vleugels worden vaak uit aparte stukken hout gesneden.
Na het snijden wordt het hout te drogen gelegd; dit kan tot wel tien maanden duren, afhankelijk van de omvang en dikte. Half-tropisch hout als kopal is vatbaar voor aantasting door insecten, en om die reden worden de stukken vaak in benzine gedompeld, en soms verhit, zodat alle insecteneitjes gedood worden. Tijdens het droogproces kunnen ook breuken in het hout optreden. Deze breuken worden opgevuld met een kleine stukjes kopal, en een mengsel van schuursel en hars. Pas daarna kan het stuk geschilderd worden. Oorspronkelijk werd het hout in Oaxaca beschilderd met aniline verf, waarin natuurlijke bestanddelen gebruikt werden, zoals bast van kopal boom, bakpoeder, limoensap, granaatappelpitten, zink, indigo, huitlacoche en cochenille. Deze kleurstoffen worden ook gebruikt om stoffen te verven, voor ceremoniële beschilderingen, en meer. Na 1985 zijn de meeste handwerkslieden overgestapt op acrylverf, dat kleurechter is en beter bestand is tegen reinigen, al blijven sommigen de anilineverf gebruiken omdat klanten de rustieke uitstraling daarvan waarderen. Voor beide soorten verf geldt dat deze meestal in twee lagen wordt opgebracht, met eerst een egale onderlaag, waarop vervolgens een veelkleurig patroon op wordt aangebracht.
Oorspronkelijk werd het hele maakproces door één persoon uitgevoerd, meestal een man. In de jaren tachtig, toen de verkopen stegen, ging men over tot het verdelen van het werk binnen een familie. Vrouwen en kinderen hielpen vaak met schuren en schilderen, zodat mannen nu vaak minder dan de helft van het totale werk voor hun rekening nemen. Toch worden de werkstukken vaak nog aan één persoon toegeschreven, meestal de man die het hout bewerkte. Maar er zijn uitzonderingen. Er zijn mannen die beter zijn in schilderen dan in houtsnijden, en in de gemeenschap van San Pedro Taviche, dragen vrouwen gelijk bij aan het verzamelen en snijden van het hout. Meestal gebeurt al het werk binnen de familiekring. Maar soms huren families anderen in als er een grote opdracht ligt, zij het meestal op tijdelijke basis. Sommige families weigeren werk aan derden uit te besteden.

### Het hout van de kopalboom

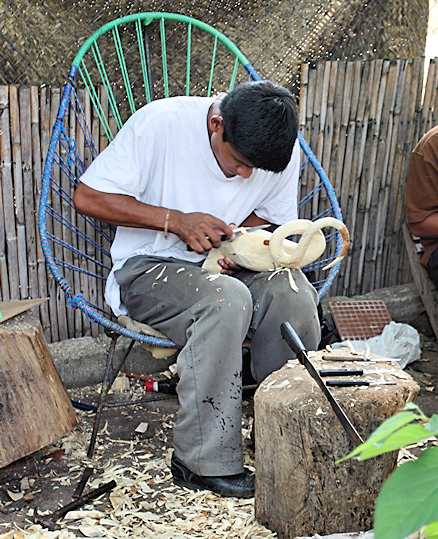
Een alebrije wordt uit kopalhout gesneden, in Arrazola.

Vrijwel alle handwerkslieden die alebrijes maken in Oaxaca doen dat van het hout van bomen van het geslacht ursera (familie burseraceae), met een voorkeur voor de soort B. glabrifolia, die lokaal copal of copallilo genoemd wordt. Deze boom vindt men vooral in droge tropische bossen in Oaxaca en buurstaten. Uitzonderingen zijn Isidro Cruz van Tilcajete, die “tzompāmitl” gebruikt (Erythrina coralloides) en de familie van Manuel Jimenez, die tropisch ceder gebruikt (Cedrella odorata), afkomstig uit Guatemala.
In het begin haalden de houtbewerkers het hout zelf uit het plaatselijke bos. Kopal bomen zijn kort en gedrongen en leveren niet veel hout op, elk stuk werd dan ook gebruikt. Toch leidde het succes van de houtbewerkers tot een forse teruggang in aantal kopalbomen in de regio, en nu zijn beide alle bomen in bij Tilcajete en Arrazola verdwenen. Dit leidde weer tot het ontstaan van een kopalmarkt, ook al behoren veel van de kopalbomen in andere regio's tot een andere ondersoort, met meer knoesten. Het inslaan van het hout is nu een complex proces, dat onderhandelingen vergt met andere gemeentes, zowel op sociaal, wettelijk als economisch vlak, en in een aantal gebieden bemoeit zelfs federale overheden zich met de handel, om verdwijnen van de kopalbomen tegen te gaan. Sommige gemeenschappen weigeren hun hout te verkopen. Dit had weer tot gevolg dat er een zwarte markt ontstond. De verkopers op die markt noemt men "copaleros". Het oogsten van de copalillo is op zich niet ingewikkeld; de bomen zijn relatief klein en het hout is zacht. Nu is de markt grotendeels in handen van een handvol copaleros, waardoor regelmatige aanvoer niet altijd gegarandeerd is.